# Gravity and Extreme Magnetism SMEX
Pour l’article homonyme, voir Gems.

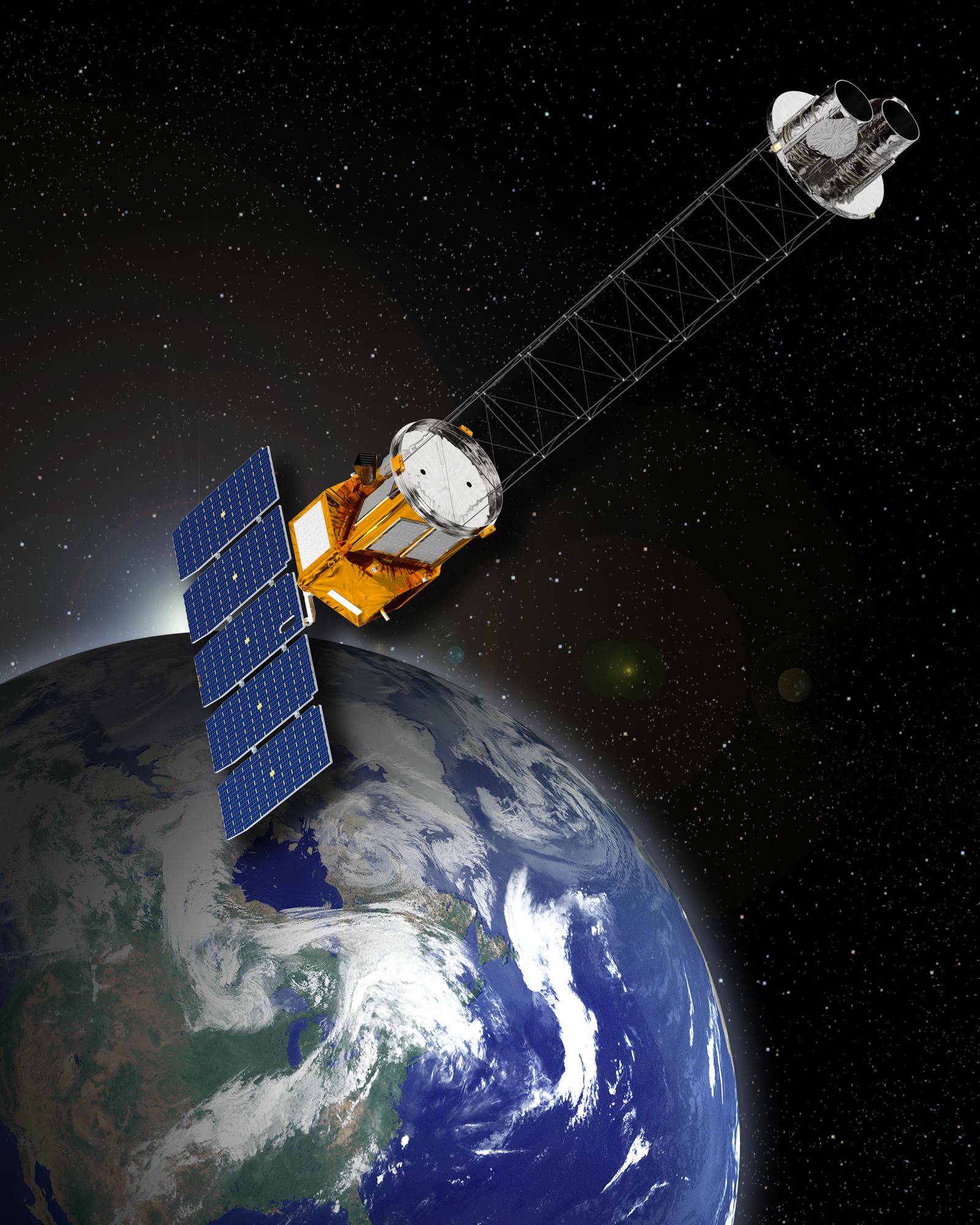
GEMS en orbite : vue d'artiste

Gravity and Extreme Magnetism SMEX ou GEMS  est un télescope spatial  à rayons X de l'agence spatiale américaine de la NASA qui devait être lancé en 2014 mais qui dont le développement a été interrompu en 2012 à la suite d'un dépassement budgétaire. C'est une des 6 missions du programme Small Explorer pré sélectionnées en mai 2008. Son développement a été décidé en 2009. En mai 2012, à la suite d'une revue du projet, celui-ci est stoppé en raison des dépassements de coût importants (20 à 30%) liés au développement de l'instrument scientifique.

## Objectifs
La mission de GEMS est de mesurer indirectement les régions où l'espace est déformé par les trous noirs  en effectuant des relevés de la polarisation des rayons X émis. Il doit ainsi permettre d'évaluer la structure et les effets du champ magnétique situés autour des magnétars et des étoiles mortes : ces champs magnétiques sont des trillions de fois plus élevés que celui de la Terre.
GEMS doit contribuer à répondre aux questions suivantes :
- Comment les trous noirs en rotation modifient l'espace-temps.
- Qu'est ce qui se produit dans les champs magnétiques très intenses situés près des pulsars et des magnétars.
- Comment les rayons cosmiques sont accélérés par les chocs au sein des rémanents de supernovae[4]

## Charge utile
Le détecteur utilisé est une petite chambre remplie de gaz. Lorsque le rayonnement X traverse le gaz, un électron  transporte l'essentiel de l'énergie et  prend une direction liée à la polarisation du rayonnement. Cet électron perd son énergie en ionisant la gaz. L'instrument mesure la direction de la trace et détecte ainsi la polarisation du rayon.
Le cout de la mission ne devrait pas dépasser 105 millions $ sans prendre en compte lelancement. Le satellite qui doit être placé sur une orbite basse terrestre est développé sur une plateforme  LEOStar-2 TM de Orbital Sciences. La mission est gérée par le Centre spatial Goddard.

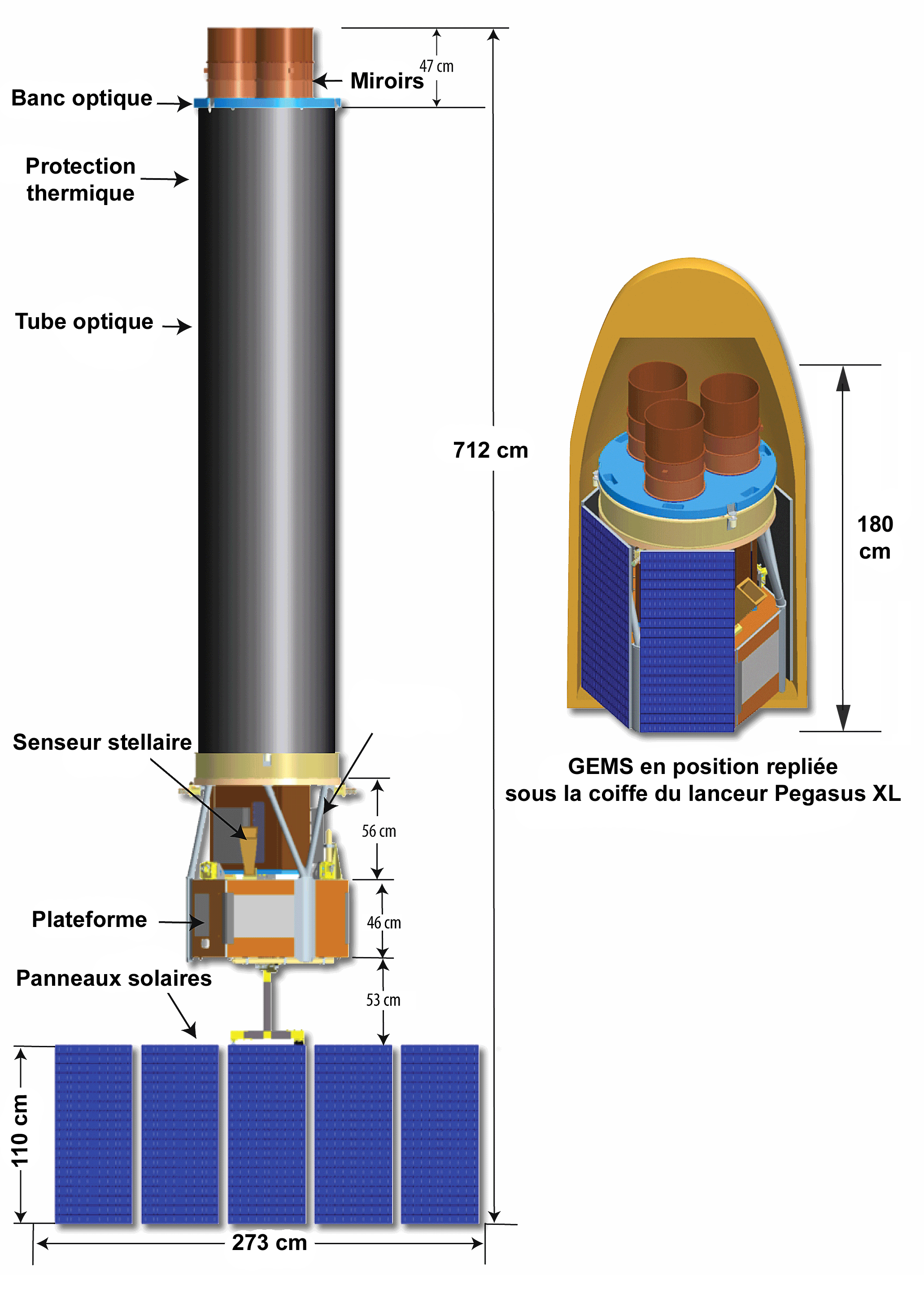
GEMS en position de stockage et déployé

### Sources
- (en) Cet article est partiellement ou en totalité issu de l’article de Wikipédia en anglais intitulé « Gravity and Extreme Magnetism SMEX » (voir la liste des auteurs).